# Monodelphis reigi
Monodelphis reigi is een zoogdier uit de familie van de Didelphidae. De wetenschappelijke naam van de soort werd voor het eerst geldig gepubliceerd door Lew & Pérez-Hernández in 2004.

## Voorkomen
De soort komt voor in Venezuela en Guyana.